# Jean Vernier
Pour les articles homonymes, voir Vernier et Jean Vernier (homonymie).
Jean Louis Charles Venangeon dit Jean Vernier, né le 5 avril 1909 à Blois et mort le 22 décembre 1998 à Férolles-Attilly, est un metteur en scène de théâtre et de télévision français.

## Carrière au théâtre

### Comédien
- 1936 : Elizabeth, la femme sans homme d'André Josset, mise en scène René Rocher, théâtre du Vieux-Colombier
- 1937 : Œdipe roi  de Jean Cocteau, mise en scène de l'auteur, Théâtre Antoine

### Metteur en scène
- 1945 : Mimi ou la Vie de Bohême d'Henry Murger, adaptation de Paul Gelin-Nigel, théâtre des Noctambules
- 1946 : Les Incendiaires de Maurice Clavel, théâtre des Noctambules
- 1946 : Le Révolver de Venise de Pierre Grève et Victor Camarat, théâtre Gramont
- 1948 : L’Annonce faite à Marie de  Paul Claudel, théâtre Hébertot
- 1950 : Le Feu sur la terre de François Mauriac, théâtre des Célestins
- 1951 : Amphitryon 38 de Jean Giraudoux, théâtre des Célestins
- 1952 : Gloriana sera vengée de Jean Toury d'après Cyril Tourneur, théâtre de la Huchette

## Carrière à la télévision
- 1956 : Doris, téléfilm
- 1957 : Les joies de la vie, série télévisée en 17 épisodes
- 1957 : Trois pour cent, téléfilm d'après la pièce de Roger Ferdinand
- 1957 : L’amant de cœur, téléfilm d'après la pièce de Louis Verneuil
- 1958 : L'Hôtel des neiges, téléfilm d'après la pièce de Robert Boissy
- 1958 : Abisag, téléfilm d'après le roman d'Alexandre Arnoux
- 1960 : Port-Royal, téléfilm d'après la pièce d'Henry de Montherlant
- 1960 : Cocktail party, téléfilm d'après la pièce de T. S. Eliot
- 1960 : Le Roi de l'ombre, téléfilm d'après la pièce de Jean Loisy
- 1961 : Un Homme de Dieu, téléfilm d'après la pièce de Gabriel Marcel
- 1961 : L'Alibi d'Albi, téléfilm, scénario de Michel Dulud
- 1961 : Vue sur la mer, téléfilm d'après la pièce de Francis Didelot
- 1962 : Nationale 6, téléfilm d'après Jean-Jacques Bernard
- 1963 : La Poule noire, comédie musicale sur un livret de Michel Veber
- 1964 : Le Cardinal d’Espagne, téléfilm de la pièce d'Henry de Montherlant, mise en scène Jean Mercure, à la Comédie-Française
- 1966 : En famille, série télévisée en 16 épisodes d'après le roman d'Hector Malot
- 1967 : Signé alouette, série télévisée en 8 épisodes, scénario d'Yves Jamiaque, d'après le roman de Pierre Véry
- 1971 : La Belle Aventure, téléfilm
- 1972 : Les Femmes savantes, téléfilm d'après la pièce de Molière
- 1973 : Les Fleurs succombent en Arcadie, mini-série policière en 4 épisodes
- 1973 : Le Renard et les Grenouilles, mini-série policière en 4 épisodes
- 1974 : La Loire, Agnès et les garçons, téléfilm d'après le roman de Maurice Genevoix
- 1975 : Le Passe-montagne, série télévisée en 8 épisodes, scénario de Christian Bernadac.